# Al-Jawbari
Jamal al-Din ‘Abd al-Rahim al-Jawbari, generalmente conocido como al-Jawbarī (activo hacia 1222), fue un sabio y escritor árabe sirio medieval, famoso por su denuncia de la alquimia. Nacido en Jawbar, Siria, Al-Jawbari viajó por todo el mundo islámico, llegando hasta la India. Entre otros lugares, vivió en Harrán y Konya.
Al-Jawbari escribió el "Libro de la revelación selecta de los secretos" (Kitāb al-mukhtār fī kashf al-asrār), que denunciaba los fraudes que había visto practicar por alquimistas y cambistas. Escribió acerca de "las personas de al-Kimya (alquimistas), que conocen trescientas maneras de hacer engaños".
Su obra ha sido traducida al inglés como The Book of Charlatans, por Humphrey Davies, editada por Manuela Dengler (New York University Press, 2020).